# Montfleury fils
Antoine Jacob, dit Montfleury fils, est un auteur dramatique né à Paris le 22 septembre 1639 et mort à Aix-en-Provence le 11 octobre 1685. Il est le fils de Zacharie Jacob, dit Montfleury.
Après avoir fait de très bonnes études, il fut reçu avocat en 1660 ; mais, au lieu de suivre la carrière du barreau, il se fit auteur dramatique et débuta, cette même année, par une comédie en un acte, intitulée Le Mariage de rien.
En 1665, il épousa Marguerite de Soulas, fille du comédien Floridor, et continua à faire représenter des comédies, dont l’une, La Femme juge et partie (1669), obtint un succès tel qu’il concurrença celui du Tartuffe.
Colbert, qui l’avait pris en amitié, lui proposa d’entrer dans la finance et l’envoya, en 1678, en Provence pour recouvrer des sommes que le parlement d’Aix devait au roi ; Montfleury s’acquitta très-habilement de cette mission délicate.
Il allait retourner à Paris pour remplir un emploi élevé dans les fermes, lorsqu’il mourut d'hydropisie. Montfleury était instruit, spirituel et parlait parfaitement l’espagnol.
Ses comédies, écrites en vers faciles et bien tournés, abondent en traits heureux, en images vives et piquantes, en idées originales.

## Œuvres
Outre les deux pièces précitées, on lui doit Les Bêtes raisonnables en un acte (1061) ; Le Mari sans femme, en cinq actes (1663), pièce pleine de verve piquante ; L'Impromptu de l'Hôtel de Condé en un acte (1663) ; Thrasybule, en cinq actes (1663) ; L'École des jaloux ou le Cocu volontaire, en trois actes (1064) ; L'École des filles, en cinq actes (1666) ; Le Procès de la femme juge et partie, en un acte (1669) ; Le Gentilhomme de Beauce, en cinq actes (1670) ; La Fille capitaine, en cinq actes (1672) ; L'Ambigu-comique ou les Amours de Didon et d'Énée, en trois actes (1673), tragédie mêlée de trois intermèdes comiques ; Le Poète comédien, en cinq actes (1678), avec deux intermèdes en prose ; Trigaudin ou Martin Braillard, en cinq actes (1674) ; Crispin gentilhomme, en cinq actes (1677) ; La Dame médecin, en cinq actes (1678) ; La Dupe de soi-même, en cinq actes, comédie qui n’a pas été représentée.
Sauf Les Bêtes raisonnables, les pièces de Montfleury ont été réunies en un recueil publié à Paris (1705, 2 vol. in-12 ; 1739, 3 vol. in-12 ; 1774, 4, vol. in-12). Cette dernière édition est la plus complète.

## Source
- « Montfleury fils », dans Pierre Larousse, Grand dictionnaire universel du XIXe siècle, Paris, Administration du grand dictionnaire universel, 15 vol., 1863-1890 [détail des éditions].
- Antoine Jacob de Montfleury par John Strand (en anglais)